# Красные береты (фильм)
«Красные береты» (пол. Czerwone berety) — польский чёрно-белый приключенческий фильм, снятый режиссёром Павлом Коморовским в 1962 году на киностудии «KADR» .
Экранизация романа Альбина Секерского «Полчаса дружбы».
Премьера фильма состоялась 5 апреля 1963 года.

## Сюжет
Фильм о настоящем товариществе и дружбе. Перед самой отправкой в десантные войска польской армии Гжегож в состоянии алкогольного опьянения, совершает преступление. В аварии пострадали люди. Он решает заявить о своей виновности только после демобилизации, чтобы отличной службой хотя бы в какой-то степени смыть с себя это пятно. Второй герой фильма, Ежи, узнав об этом, шантажирует Гжегожа. Потеряв в раннем детстве родителей, он ожесточился, был высокомерным и эгоистичным. Во время сложных парашютных упражнений десантников Гжегож спасает жизнь Ежи. В спаянном солдатском коллективе тот узнал цену дружбе.
Гжегож также встречает девушку, которая оказывает на него большое влияние. Гжегож решает лично сообщить прокурору о происшествии, которое он совершил.

## В ролях
- Мариан Коциняк — Гжегож Варецкий
- Марта Липиньская — девушка Гжегожа, медсестра
- Анджей Шаевский — Ежи Кардас
- Владислав Девойно — кондуктор
- Яцек Доманьский — Тадеуш
- Тадеуш Калиновский — Феликс Кудасько, сержант
- Й. Кледзик
- Иероним Конечка — руководитель исправительного учреждения
- Хенрик Марущик — Хенрик Лещиньский, лейтенант
- Леонард Петрашак — лейтенант
- Л. Писарек —
- Ришард Садовский — Стах
- Болеслав Смеля
- Й. Фахренхольз
- Ромуальд Шейд — Кароль
- Мечислав Ясецкий
- Мартин Лидер
- Иоланта Умецкая — эпизод
- Тереса Шиманьская — эпизод